# بحرية جمهورية كوريا
بحرية الجمهورية الكورية هي الفرع البحري في القوات المسلحة الكورية الجنوبية، وهي الفرع المسؤول عن تنفيذ المهام البحرية وعمليات الإنزال البرمائية. تتضمن القوات البحرية الكورية الجنوبية سلاح مشاة بحرية الجمهورية الكورية، وهو منظمة شبه مستقلة. تأسست البحرية الكورية الجنوبية في 1945، وتعد الفرع الأقدم في القوات المسلحة الكورية الجنوبية.
منذ الحرب الكورية، ركزت بحرية الجمهورية الكورية جهودها في بناء قوات بحرية تتصدى للبحرية الكورية الشمالية، التي تحوز قدرات بحرية ساحلية. مع نمو اقتصاد كوريا الجنوبية، تمكنت بحرية الجمهورية الكورية من بناء أساطيل أكبر وأفضل تجهيزًا، بهدف حماية الحقوق البحرية الوطنية ودعم سياسة البلاد الخارجية. شاركت بحرية الجمهورية الكورية في عدد عمليات حفظ السلام منذ بداية القرن الحادي والعشرين.
تضم بحرية الجمهورية الكورية 70,000 فردًا بينهم 29,000 في مشاة البحرية وذلك بإحصاء 2014. هناك 160 سفينة تخدم بحرية الجمهورية الكورية، تتضمن 12 مدمرة و10 فرقاطات و12 غواصة و21 فرقيطة و84 مركبة دورية (بإزاحة كلية تصل إلى 193,000 طن). يضم الطيران البحري 70 طائرة ذات جناح ثابت وذات جناح دوار. ويضم سلاح مشاة البحرية 400 مركبة مجنزرة من بينها مدافع ذاتية الحركة.
في 1 فبراير 2015، تأسست قيادة الغواصات في بحرية جمهورية كوريا، ووقع مقرها في منطقة كيونغ سانغ. وفي حينه كانت القيادة تشرف على 13 غواصة، 9 منها من فئة 209 و4 من فئة 214. تطمح بحرية الجمهورية الكورية إلى أن تصبح قادرة على العمل المستديم في المياه العميقة بالمحيطات المفتوحة (بحرية المياه الزرقاء) بحلول العام 2020.

## الأوامر والتنظيم

### العلاقة ببحرية الولايات المتحدة
لكوريا الجنوبية شراكة عسكرية مع الولايات المتحدة تحددها اتفاقية الدفاع المشترك الموقعة في 1951. قائد الأسطول السابع الأمريكي يتولى قيادة مشتركة للقوات البحرية «للدفاع عن شبه الجزيرة الكورية؛ في حالة الأعمال العدائية، تقع كل القوات البحرية في مسرح العمليات تحت إمرة قائد الأسطول السابع الأمريكي.» في 2015، اتفقت جمهورية كوريا والولايات المتحدة على نقل السيطرة العملياتية في وقت الحرب إلى الحكومة الكورية الجنوبية.